# Hermacha fulva
Hermacha fulva is een spinnensoort in de taxonomische indeling van de Entypesidae.
Hermacha fulva werd in 1917 beschreven door Tucker.